# 原田宗輔

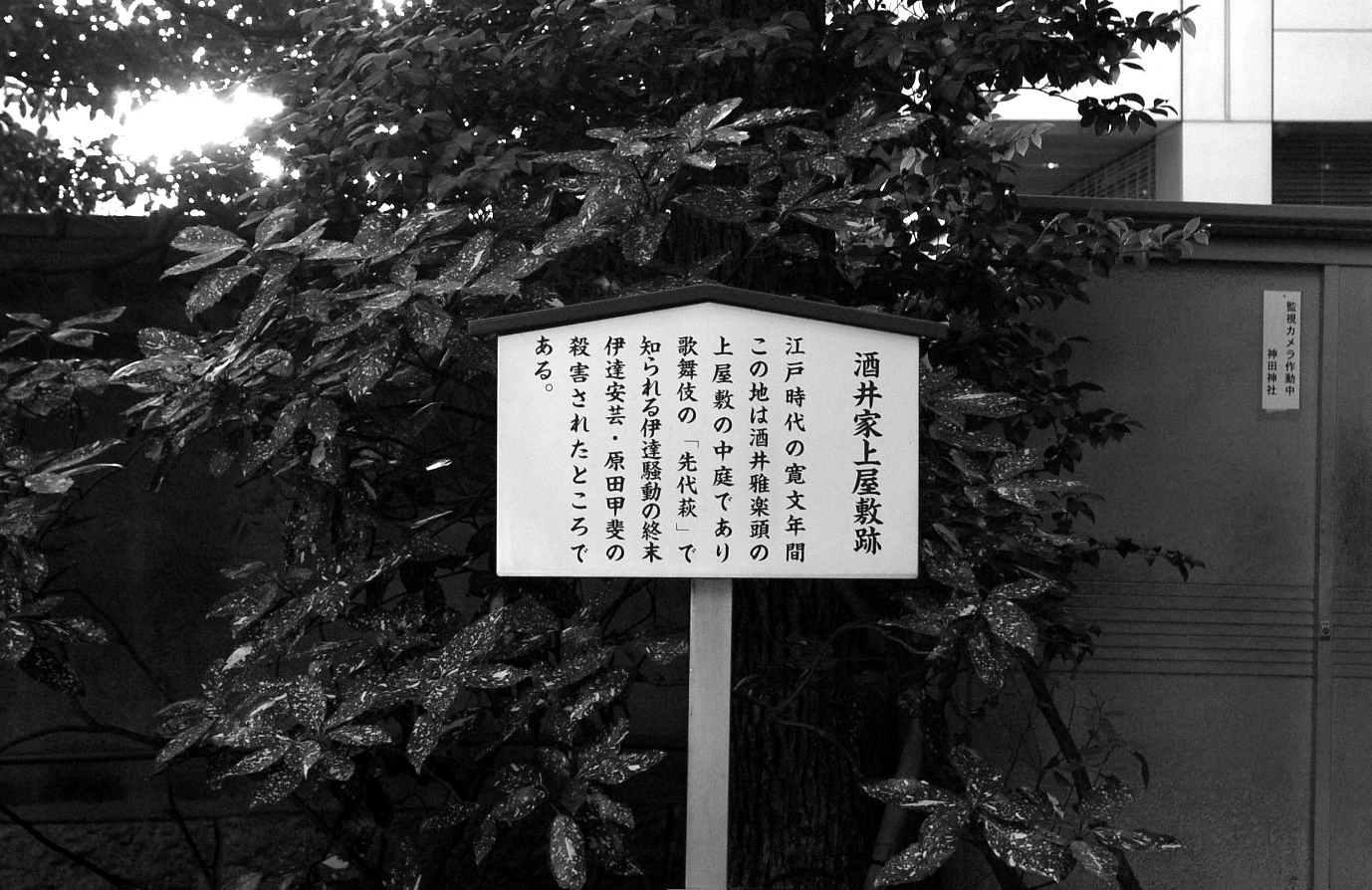
酒井家上屋敷跡
千代田区、丸の内

原田 宗輔（はらだ むねすけ、元和5年（1619年） - 寛文11年3月27日（1671年5月6日））は、江戸時代前期の武士。仙台藩重臣。奉行職。原田宗資の子。伊達騒動（寛文事件とも）当事者の一人。通称は甲斐で、原田甲斐（はらだ かい）として知られる。

## 経歴
元和5年（1619年） 仙台藩着坐・原田家に原田宗資の長男として陸奥国柴田郡船岡城で生まれる。幼名は弁之助。初めは雅楽（うた）と称した。母は元豊臣秀吉の側室で、のちに伊達政宗側室を経て伊達家重臣鬼庭綱元の室となった香の前の娘・津多。津多の実父は伊達政宗。このため宗輔も血縁上は政宗の孫にあたる。
元和9年（1623年）、父・宗資の死去によりわずか5歳で家督を継ぎ、原田家第19代の当主となる。
慶安元年（1648年）に評定役、寛文3年（1663年）奉行首席となる。禄高は4,380石であった。
この頃、仙台藩では、万治3年（1660年）主君の伊達綱宗が逼塞となり、伊達綱村が伊達家当主となるが、綱村は2歳と幼少だったため後見として伊達宗勝（綱村の大叔父）、田村宗良が命ぜられる（宗輔はこのころ、江戸屋敷に滞在）。
宗勝と宗輔との密接な関係は有名であるが、『仙台市史・近世2・通史4』によると、原田を奉行に推挙したのは藩主・伊達綱村のもう一人の後見人である田村宗良で、この推挙に対して宗勝は「もし家柄だけで原田を奉行にするなら心もとないから、原田の詰番のときにはしっかりとした評定役をつける必要がある」と述べており、宗勝からは奉行としての能力を全く評価されていなかったとしている。
ちなみに原田の正確な奉行就任の月日は定かではないが、少なくとも里見重勝一件での書状で寛文3年（1663年）7月23日までには奉行に就任している。他方で寛文9年（1669年）の仙台藩奉行の古内義如から田村宗良の家臣への手紙の中で宗輔は宗勝を大変恐れて、宗勝とその寵愛を受けた目付衆がおかしいことをいってもすぐ同意し、えこひいきや立身、威勢を望むところは奥山（大学）と変わらないと指摘している。ただし、古内義如は以前から宗勝に奥山派としてにらまれた人物である。
宗勝と対立していた伊達宗重が宗勝らを江戸幕府に上訴すると、寛文11年（1671年）3月27日、宗輔は幕府の評定を受けるため、他5人の仙台藩家臣と騒動解決を目的として大老・酒井忠清邸に召喚されたが、同じく召喚されて来ていた伊達宗重をその場で斬殺し、さらに宗重派の柴田朝意と斬りあって傷を負い死亡した。享年53。
事件後に原田家は責任を取る形で、男子4人や男子の孫2人は養子に出された者や乳幼児を含め全員切腹、斬首、妻と娘は他家お預けの処分になり、一家は断絶した。伊達家はお咎め無しとされた。詳しくは伊達騒動を参照のこと。
宗輔の首は現在の宮城県柴田町船岡にあった東陽寺の裏手に密かに埋められ、後に寺の移築に伴って掘り起こされて、改めて同寺の境内に埋葬されたと伝えられている。現在、登米市にある東陽寺の境内には原田甲斐の首塚が立てられている。

## 系譜
- 父：原田宗資
- 母：津多（慶月院。伊達政宗の娘、系譜上は茂庭綱元の娘）、亘理伊達基実へ預り
- 正室：津田頼康の娘、水沢伊達宗景へ預り
  - 原田宗誠 - 長男。切腹時25歳
  - 飯坂輔俊 - 二男。飯坂宗章（伊達忠宗の九男）養子、切腹時23歳
  - 平渡喜平次 - 三男。平渡高惟養子、切腹時22歳
  - 剣持五郎兵衛 - 四男。剣持武伴養子、切腹時20歳
  - 女子 - 長女。北郷隆次室
- 孫
- （長男・宗誠と茂庭定元の娘・辰との間の子）
  - 藤 - 長女、母とともに茂庭主水へ預り、のち車喜太郎室
  - 原田采女 - 長男。斬首時4歳
  - 原田伊織 - 二男。斬首時1歳
- （次男・輔俊の子）
  - 娘 - 長女、母とともに古内主膳へ預り

## 参考画像

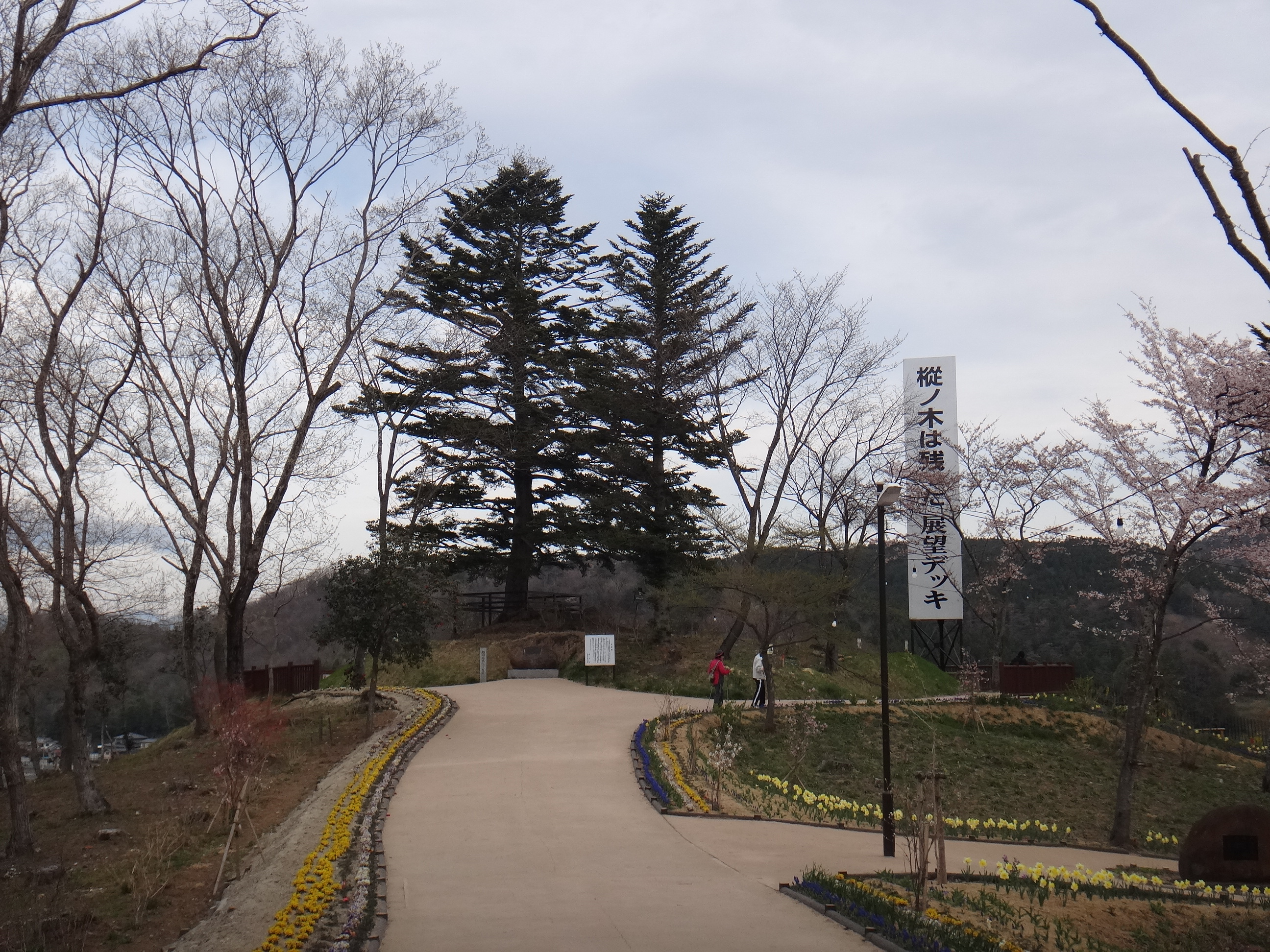
船岡城の樅ノ木
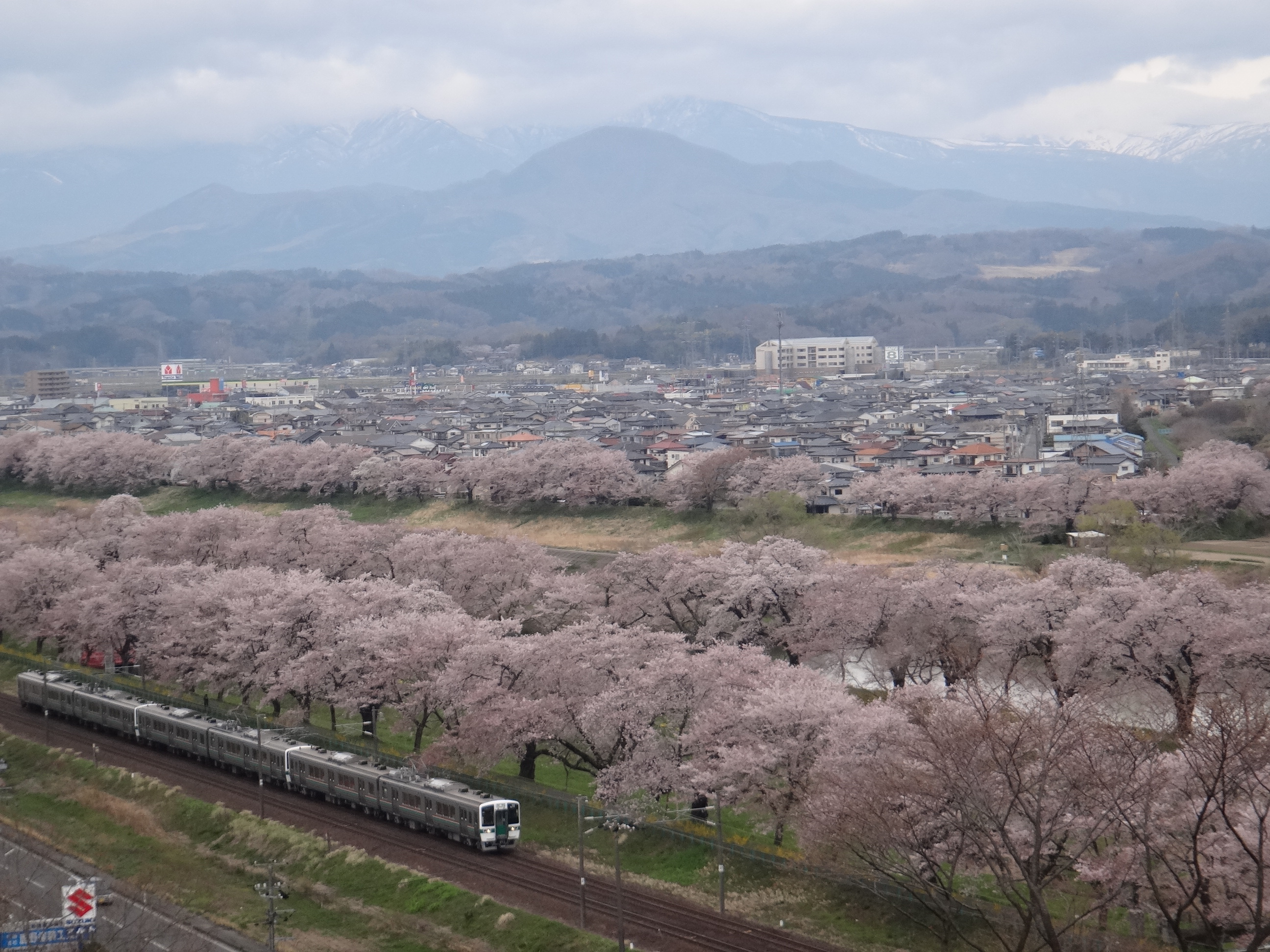
樅ノ木は残った展望デッキから一目千本桜

## 関連作品
歌舞伎
- 伽羅先代萩 - 悪役・仁木弾正のモデルとされる
- 伊達競阿国戯場：同上
- 慙紅葉汗顔見勢：同上

小説
- 志賀直哉『赤西蠣太』 - 原作とした映画（1936年、日活、監督：伊丹万作、演：片岡千恵蔵）、テレビドラマも作られている。
- 白井喬二『伊達事変』
- 山本周五郎『樅ノ木は残った』 - 御家安泰のため死んでいく忠臣として描かれている。原作とした映画（『青葉城の鬼』1962年、大映、監督：三隅研次、演：長谷川一夫）、テレビドラマ（1970年NHK大河ドラマ他）も作られている。
- 海音寺潮五郎 「列藩騒動録」新潮社 1965年 のち講談社で文庫

映画
- 腰抜け伊達騒動（1952年、松竹、監督：斎藤寅次郎、演：市川小太夫）
- 危し! 伊達六十二万石（1957年、新東宝、監督：山田達雄、演：嵐寛寿郎）
- 伊達騒動 風雲六十二万石（1959年、東映、監督：佐伯清、演：大友柳太朗）